# ケプラー1229b
ケプラー1229b（Kepler object of interestによる指定でKOI-2418.01としても知られている）とは、スーパー・アースの太陽系外惑星であり、おそらく岩石質の惑星で、地球からはくちょう座の方向に約870光年（267パーセク）離れた場所に位置する赤色矮星 ケプラー1229 のハビタブルゾーン内を公転している。2016年にケプラー宇宙望遠鏡によって発見された。ケプラー1229bは惑星が主星の前を横切るときに引き起こす減光を観測するトランジット法を使用して発見された。

## 物理的特性
| 地球 | ケプラー1229b |
| ---- | ------------- |
| 地球 | Exoplanet     |

ケプラー1229bは地球型惑星（スーパー・アース）とされており、地球よりも大きいが、海王星型惑星である海王星や天王星よりも小さい半径と質量を持つ太陽系外惑星である。地球質量の2.7倍である。平衡温度は213 K (−60 °C; −76 °F)である。ケプラー1229bは、主星から0.2896天文単位離れた距離を86.829日の公転周期で公転している。
この惑星はケプラー1229と言う名称のM型の恒星の周囲を公転しており、ケプラー1229系で発見されている惑星はこのケプラー1229bのみである。主星の質量は0.54M☉、半径は0.51R☉である。温度は3724ケルビン、年齢は約37億2000万年である。それに比べて、太陽の年齢は46億年で、温度は5778ケルビンである。主星の見かけの等級、つまり地球から見たときの明るさは15.474であるため、肉眼で観測することはできない。

## 居住可能性
ケプラー1229bは、他の8つの惑星とともに、その主星のハビタブルゾーンの中を公転していると発表された。この領域は、最適な条件と大気特性により、惑星の表面に液体の水が存在する可能性がある。ケプラー1229bの半径は地球の1.4倍であるため、地球型惑星である可能性がある。主星は赤色矮星で、太陽の約半分の質量を持っている。その結果、ケプラー1229のような恒星は、太陽の5~6倍の寿命で、最大500~600億年生きることができる。
ケプラー1229bは自転と公転の同期が発生しているとされ、半分は永遠に昼側で、もう半分は永遠に夜側である。ただし、昼と夜の境界（明暗境界線と呼ばれる）には居住できる可能性があり、液体の水が存在するのに適した温度（273 K (0 °C; 32 °F)）である。さらに、大きな惑星であるため、夜側に熱を伝えるのに十分な厚さの大気が存在している場合、居住可能である可能性がある。

## 発見とフォローアップ観測
2013年に2つのホイールが故障する前に、NASAのケプラー宇宙望遠鏡は光度計で恒星の観測を完了していた。これは、惑星が主星の前を横切り、ほぼ定期的に暗くなるトランジット現象を検出するために使用する機器である。この最後の観測では、ケプラー1229を含むKepler Input Catalogで約50000個の恒星を観測した。光度曲線は分析のためにKepler science teamに送られた。Kepler science teamは、観測所でのフォローアップ観測のために、大量の惑星候補の中から実際に存在する惑星を選択した。ドップラー分光法の観測により、惑星がケプラー1229の光度曲線で観測された減光の原因であることが判明し、惑星として確認された。その後、この惑星は約3年後の2016年5月12日にNASAによってリリースされた最新のカタログで発表された。
ケプラー1229bは、236パーセク (770 ly)離れているため、現在の望遠鏡や次世代に計画された望遠鏡では、質量や大気の有無を判断するには遠すぎる。ケプラー宇宙望遠鏡は、天球の空の1つの小さな領域に焦点を合わせたが、TESSやCHEOPSなどの次世代の惑星探索を行う宇宙望遠鏡は近くの恒星を観測する。次に、惑星が存在する地球から近い恒星を、今後のジェイムズ・ウェッブ宇宙望遠鏡と将来の大型地上望遠鏡で観測して、大気を分析し、質量を決定し、組成を推測することができる。さらに、スクエア・キロメートル・アレイは、アレシボ天文台とグリーンバンク望遠鏡での電波観測を大幅に改善する。